# École mathématique de Varsovie
L'École mathématique de Varsovie (polonais : Warszawska szkoła matematyczna) était un groupe de mathématiciens polonais de Varsovie qui ont été actifs entre les deux guerres, tout particulièrement dans les domaines de la logique, la théorie des ensembles, la topologie et l'analyse réelle. Elle a publié le journal Fundamenta Mathematicae. C'est dans ce journal, qu'en 1933, Alfred Tarski — dont l'illustre carrière s'est poursuivie quelques années plus tard à l'Université de Californie — a publié son célèbre théorème de Tarski : on ne peut définir dans le langage de l'arithmétique la vérité des énoncés de ce langage.

## Membres
Parmi les plus notables membres de l'École mathématique de Varsovie, on peut citer :
- Wacław Sierpiński
- Kazimierz Kuratowski
- Edward Marczewski
- Bronisław Knaster
- Zygmunt Janiszewski
- Stefan Mazurkiewicz
- Stanisław Saks
- Karol Borsuk
- Roman Sikorski
- Nachman Aronszajn
- Samuel Eilenberg.

De plus, parmi les logiciens de l'École de Lvov-Varsovie, travaillant à Varsovie, on trouve :
- Stanisław Leśniewski
- Adolf Lindenbaum
- Alfred Tarski
- Jan Łukasiewicz
- Andrzej Mostowski.

L'analyse de Fourier a été abordée par :
- Aleksander Rajchman
- Antoni Zygmund
- Józef Marcinkiewicz
- Otto Nikodym
- Jerzy Neyman.